# Чаплиц, Ефим Игнатьевич
Ефим Игнатьевич Чаплиц (1768—1825), генерал-лейтенант Русской императорской армии.

## Биография
Ефим Чаплиц родился в 1768 году; происходил из древнего польского дворянского рода; дядя генерал-лейтенанта Юстина Адамовича Чаплица.
Начал службу в польской армии, из которой 15 октября 1783 принят в русскую с чином секунд-майора белорусской хоругви.
В 1788 году переведён в штаб князя Потёмкина. Участвовал при начале осады Очакова, при взятии Бендер и Измаила; в последнем деле он начальствовал колонною охотников и отбил вылазку неприятеля из Бендерских ворот, за что, по представлению Суворова, получил орден св. Владимира 4 ст. с бантом.
В 1792 году был произведён в подполковники в Смоленский драгунский полк и назначен состоящим при находившемся в Польше генерале М. В. Каховском.
Во время восстания Костюшко 1794 генерал барон Игельстром послал Чаплица к полякам для заключения договора, но поляки напали на Чаплица, причём он был контужен в левую руку, и удержали его в плену.
В 1796 был послан в Персию, где командовал Гребенским и Семейным казачьими полками, был при осаде Дербента и взятии Баку. Зубов отправил его с ключами этого города к императрице Екатерине, которая 18 июля 1796 пожаловала Чаплица чином полковника.
Вскоре по вступлении на престол императора Павла, Чаплиц был 27 февраля 1798 отставлен от службы и оставался вне службы до вступления на престол Александра I, который 15 марта 1801 вновь принял Чаплица на службу, произвел в генерал-майоры, а 11 октября 1803 назначил его в свою свиту.
В кампанию 1805 г. Чаплиц командовал передовым деташементом в корпусе Багратиона, участвовал во многих делах и сражениях, в особенности же отличился под Лембахом, Шенграбеном, Цнаймом, где в течение трёх дней удерживал неприятеля и тем дал возможность армии и корпусу кн. Багратиона ранее неприятеля захватить дорогу, идущую от Вены; в сражении под Аустерлицем он спас отрезанный неприятелем Псковский пехотный полк, а после этого сражения прикрывал отступление армии.

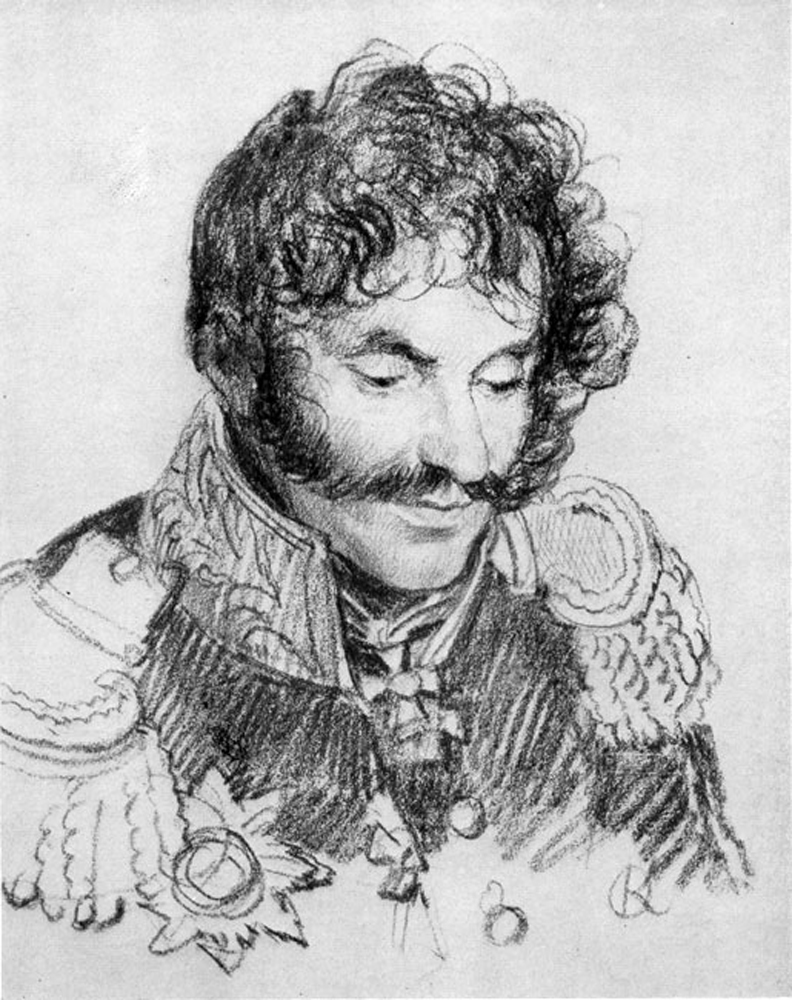
На рисунке Кипренского, 1813

23 июля 1806 Чаплиц был назначен шефом Павлоградского гусарского полка, а 23 октября того же года — бригадным командиром и участвовал в походах против французов в Пруссию; в сражении под Голоминым он атаковал неприятеля и дал возможность прочим войскам ретироваться. 12 января 1806 награждён орденом Св. Георгия 3-го кл. 
за отличное мужество и храбрость, оказанные в сражениях: 24-го октября на марше из мызы Шренберга к Амштетину, где, командуя кавалерией, состоящей при авангарде, показал особенное усердие и неустрашимость во всех опасных случаях и все нападения отвращал благоразумно; 3-го и 4-го ноября, начальствуя кавалерией и казачьими аванпостами при отступе пехоты, везде благоразумными распоряжениями опрокидывал неприятельские нападения; 16-го числа, командуя второю колонною, пресекал неприятелю ретироваться из мызы Вишау и уничтожал всякое его покушение.
 В январе 1807 он пробился через занятый французами город Алленштейн и выручил теснимый и преследуемый отряд кн. Долгорукого, а потом в течение двух недель был комендантом в Кенигсберге, откуда отправил в Россию легко раненых и больных наших солдат.
С октября 1809 по июль 1810 командовал 7-ю дивизией, а в ноябре 1810 был назначен начальником резервного кавалерийского корпуса. В феврале 1811 — назначен командиром 4-й, в мае 1811 г. — 8-й кавалерийских дивизий.
В начале 1812 г. Павлоградский гусарский полк, шефом которого был Чаплиц, числился в 14-й бригаде 4-й кавалерийской дивизии и был придан к корпусу С. М. Каменского 3-й Резервной Обсервационной армии (с 18 сентября 1812 после объединения с Дунайской армией — 3-й Западной).
В июле 1812 он разбил близ Кобрина отряд саксонских войск, принудил его сдаться и взял в плен 1 генерала, 66 офицеров, 2300 солдат с 4 знамёнами и 8 пушками. Продолжая участвовать во множестве дел, стычек и сражений, Чаплиц в сентябре 1812 г. получил командование пехотным корпусом 3-й армии и, действуя лёгкими партиями, разбил отряд конной Литовской гвардии генерала Конопки, навёл ужас на всю Литву и разогнал все вновь сформировавшиеся литовские полки.
В ноябре 1812 года он был назначен начальником авангардного корпуса 3-й армии и во время переправы через Березину, состоя под начальством Чичагова, находился в Брилях, откуда всё время вёл перестрелку с неприятелем, причём был контужен в голову, но, беспрерывно продолжал военные действия, постоянно тревожа и побивая неприятеля. После разгрома дивизии Луазона под Молодечно, со стороны Сморгони взял 28 ноября Вильну, захватив большое количество пленных, 30 пушек и пр.
После вступления в пределы Пруссии он участвовал в блокаде Торна.
Чаплиц продолжал боевую деятельность и в кампании 1813—1815 годах. В 1813 г. он командовал кавалерией Польской (Резервной) армии.
С 6 апреля 1814 года — командующий 3-м корпусом Польской (Резервной) армии.
В 1817 году он был начальником 3-й (впоследствии 2-я) гусарской дивизии, которой командовал до 15 февраля 1823, когда был назначен состоять по кавалерии.
Масон, член петербургской ложи «Соединённых друзей». Входил в масонское правление — капитул «Феникса», в котором носил орденское имя «рыцарь леопарда» и имел орденский девиз «В человечности отвага». Затем стал членом-основателем ложи «Северных друзей».

## Награды
- Орден Святого Владимира 4 ст. с бантом (1790)
- Орден Святого Георгия 3-го кл. (12.01.1806)
- Орден Святого Александра Невского (28.01.1814)[5]
- Орден Красного Орла (1807, королевство Пруссия)[6]

## Творчество
Чаплиц составил «Записку», оправдывающую действия Чичагова под Борисовым на Березине; «Записка» эта напечатана в «Русской старине» 1886 г., т. 50.